# Thalassina
Thalassina là một chi tôm hùm bùn được tìm thấy ở các đầm lầy ngập mặn của Ấn Độ Dương và phía tây Thái Bình Dương. Hoạt động đào hang về đêm của các loài thuộc chi này rất quan trọng đối với quá trình tái chế chất dinh dưỡng trong hệ sinh thái rừng ngập mặn, mặc dù đôi khi chúng bị coi là loài gây hại cho các trang trại nuôi cá và tôm.

## Mô tả
Thalassina là một chi gồm các loài động vật giống tôm hùm, có chiều dài có thể đạt tới 30 xentimét (12 in), nhưng thường là khoảng 6–20 cm (2,4–7,9 in). Màu sắc của chúng dao động từ nâu nhạt đến nâu sẫm và xanh lục nâu. Vỏ mai đầu cao và hình trứng, kéo dài hơn 1/3 chiều dài tổng thể và hơi nhô ra phía trước thành một mỏm ngắn. Đuôi chúng dài và mỏng, và giống như nhiều loài giáp xác mười chân đào hang khác, chúng có hai chân có hình dạng thu nhỏ và ở đốt cuối không tiến hóa chức năng tạo thành quạt đuôi. Nhiều hàng lông trên chân và mang được sử dụng để ngăn không cho cặn bẩn tiếp cận mang và đẩy những cặn bẩn tiếp cận mang ra ngoài. Các loài Thalassina cũng sử dụng khả năng "đảo ngược hô hấp" để giữ cho mang không bị bẩn.

## Phân bổ
Các loài Thalassina thường được tìm thấy dọc theo bờ biển của lục địa châu Á từ Kerala, Ấn Độ đến Việt Nam, bao gồm Sri Lanka và quần đảo Andaman và Nicobar. Chúng cũng được tìm thấy ở hầu hết vùng biển Đông Nam Á và quần đảo Ryukyu, và phạm vi phân bố kéo dài về phía nam đến hầu hết bờ biển phía bắc của Úc (từ Mũi Tây Bắc ở Tây Úc đến Trung Queensland) và về phía đông đến Fiji và Samoa.

## Sinh thái và hành vi
Thalassina sinh sống trong các hang có độ sâu lên đến 2 m (6,6 ft), và thường hoạt động vào ban đêm. Hoạt động đào hang của chúng đóng vai trò quan trọng trong hệ sinh thái rừng ngập mặn, đưa chất hữu cơ lên từ các lớp trầm tích sâu lên trên bề mặt bùn. Lượng bùn trầm tích được đưa lên bề mặt do hoạt động đào hang của chúng có thể tạo thành những gò lớn có thể cao tới 3 m (10 ft) và rất quan trọng đối với nhiều loài khác như Odontomachus malignus (một loài kiến), Episesarma singaporense (một loài cua), Wolffogebia phuketensis (một loài tôm bùn khác), Idioctis littoralis (một loài nhện), Acrochordus granulatus (một loài rắn), Excoecaria agallocha (một loài cây ngập mặn) và mối. Hoạt động đào hang có thể khiến chúng bị xem là những loài gây hại khi nó làm suy yếu lớp bờ bao quanh các trang trại nuôi tôm hoặc trang trại nuôi cá. Cá bống mắt nhỏ (Austrolethops wardi), một loài cá bống ăn cỏ chuyên ăn tảo biển, cùng chung hang với tôm hùm bùn thuộc chi Thalassina.

## Sử dụng làm thực phẩm
Ở một số nơi trong phạm vi phân bố của các loài Thalassina, bao gồm Indonesia, Philippines, New Guinea và Fiji, phần vuốt  được dùng làm thực phẩm, nhưng thịt của chúng khá nhạt nhẽo và không được ưa chuộng lắm. Ở dạng bột hoặc ngâm trong rượu, chúng được sử dụng ở Thái Lan như một phương thuốc chữa bệnh hen suyễn.

## Hóa thạch

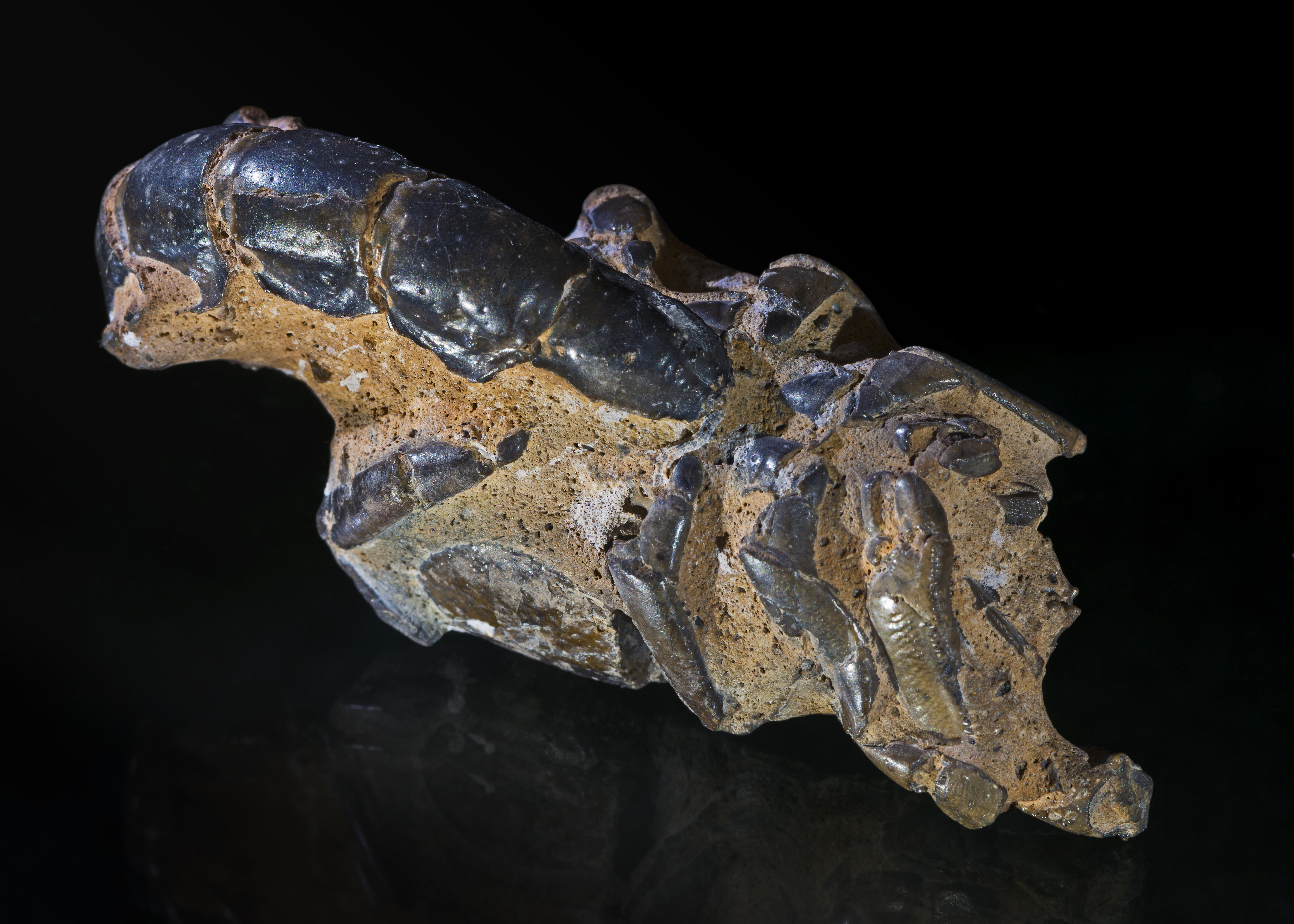
Thalassina anomala - Hóa thạch

Hóa thạch của Thalassina được tìm thấy "với số lượng không thể đếm được"  và có niên đại xa xưa tới tận kỷ Miocene. Chúng thường được bảo quản trong một nốt phosphat cứng được cho là vị trí lột xác của chúng. Bão có thể đã nhốt chúng trong hang của mình và bản chất giàu khoáng chất của trầm tích dẫn đến quá trình hóa thạch rất nhanh. Sự hiện diện của Thalassina, cùng với các loài sống trong nước ấm khác ở kỷ Miocene của Nhật Bản (ngoài phạm vi hiện tại của loài) được coi là sự xác nhận về một giai đoạn nhiệt độ tăng 16 triệu năm trước.

## Phân loại
Thalassina là chi duy nhất trong họ Thalassinidae (=Scorpionoidae Haworth, 1825 ). Trong nhiều năm, chỉ có một loài duy nhất, Thalassina anomala, được công nhận, nhưng bản sửa đổi năm 2009 của Nguyen Ngoc-Ho và Michèle de Saint Laurent đã tăng số lượng loài còn tồn tại lên 8 loài, bao gồm một loài hóa thạch. Thalassinidae được phân loại trong cận bộ Gebiidea, cùng với các họ Upogebiidae, Axianassidae và Laomediidae. 

## Các loài
- Thalassina anomala Herbst, 1804 – Indo-West Pacific, synonym T. maxima
- Thalassina australiensis Sakai & Türkay, 2012
- Thalassina emerii Bell, 1844
- Thalassina gracilis Dana, 1852 – Thailand, Singapore, Indonesia and north-western Australia
- Thalassina kelanang Moh & Chong, 2009 – Malaysia
- Thalassina krempfi Ngoc-Ho & de Saint Laurent, 2009 – Vietnam, Singapore and Indonesia
- Thalassina pratas Lin, Komani & Chan, 2016 – China
- Thalassina saetichelis Sakai & Türkay, 2012
- Thalassina spinirostris Ngoc-Ho & de Saint Laurent, 2009 – Singapore, Malaysia
- Thalassina spinosa Ngoc-Ho & de Saint Laurent, 2009 – Indonesia, India and Papua New Guinea
- Thalassina squamifera de Man, 1915 – Thailand, Philippines, Singapore, Indonesia, Papua New Guinea, Solomon Islands, Fiji, northern Australia

Loài hóa thạch, Thalassina emerii, được phát hiện ở miền bắc Úc, Papua New Guinea và Indonesia.